# Aiximan Hu
Aiximan Hu är en sjö i Kina. Den ligger i den autonoma regionen Xinjiang, i den nordvästra delen av landet, omkring 710 kilometer sydväst om regionhuvudstaden Ürümqi. Aiximan Hu ligger 1 045 meter över havet.
Genomsnittlig årsnederbörd är 144 millimeter. Den regnigaste månaden är juli, med i genomsnitt 33 mm nederbörd, och den torraste är april, med 3 mm nederbörd.